# 바코드 배틀러
바코드 배틀러(バーコードバトラー, Barcode Battler)는 1991년 3월 일본 에폭 사에서 개발한 휴대용 게임기이다.
바코드가 입력된 카드들을 이용해 적과 전투하는 게임이다.

## 같이 보기
- 게임 포켓 컴퓨터